# ビーグル (ポストプロダクション)
株式会社ビーグル（英称：BEAGLE. CORPORATION）は、テレビ番組の編集技術や企画・制作の会社である。

## 概略
東通ビデオセンター（現・東通）からアンサーズ、赤坂ビデオセンターのビデオ編集担当だった清水正彦とその他の所属スタッフと共に結成され、創立当初は、所属するビデオ編集をテレビ局に派遣する業務を主としたが、やがてポストプロダクションとなり、ノンリニア編集システムによるテレビ番組の編集（オフライン・オンライン）、CG制作、テレビ番組・PV・ビデオパッケージの企画制作などの制作を主に行っている。

## 役員
- 代表取締役：清水正彦
- 取締役：嶋田真琴、中村知
- 監査役：藤森伸一

## 所属スタッフ
- 清水正彦（代表者）
- 落合英之（取締役）
- 星野晃
- 木谷瑞

## 主な作品
（凡例）※：合成担当

### 設立 - 1999年まで

#### 連続ドラマ
NHK
- 虚無への供物（衛星第2）
- 結婚前夜（総合テレビ、1998年7月 - 8月）

日本テレビ系列
- ナチュラル 愛のゆくえ（読売テレビ、1996年10月期）
- ストーカー 逃げきれぬ愛（読売テレビ、1997年1月期）
- せいぎのみかた（読売テレビ、1997年4月期）
- 亡霊劇場（1997年6月 - 7月　Shin-D）※
- D×D（1997年7月期）※
- 心療内科医・涼子（読売テレビ、1997年10月期）
- 冷たい月（読売テレビ、1998年1月期）
- 凍りつく夏（読売テレビ、1998年7月期）※
- 奇跡の人（読売テレビ、1998年10月期）
- ボーダー 犯罪心理捜査ファイル（読売テレビ、1999年1月期）※
- ロマンス（読売テレビ、1999年4月期）
- 女医（読売テレビ、1999年7月期）
- ピーチな関係（読売テレビ、1999年10月期）

TBS系列
- ぽっかぽか3（1996年12月 - 1997年2月　愛の劇場）
- WHO!?（1997年9月 - 10月　愛の劇場）※
- ひなたぼっこ（1998年12月 - 1998年1月　愛の劇場）※
- 週末婚（1999年4月期　金曜ドラマ）

フジテレビ系列
- 天使のお仕事（1999年1月期）

テレビ朝日系列
- おそるべしっっ!!!音無可憐さん（1998年1月期　月曜ドラマ・イン）
- 女教師（1998年7月期　木曜ドラマ）
- スウィートデビル（1998年7月期　月曜ドラマ・イン）

テレビ東京系列
- ハッピー 愛と感動の物語（1999年4月期）

#### スペシャルドラマ、単発
TBS系列
- 冠婚葬祭殺人事件（1997年8月　月曜ドラマスペシャル）
- 名探偵キャサリン4「清少納言殺人事件」（1998年1月　月曜ドラマスペシャル）
- ミニパト婦警の事件簿2（1998年12月　月曜ドラマスペシャル）
- 週末婚スペシャル（1999年10月）

フジテレビ系列
- サンタが殺しにやってきた（関西テレビ、1996年12月）
- トッカン刑事と肝っ玉母さん（1997年　金曜エンタテイメント）
- あなたには帰る家がある（1997年　金曜エンタテイメント）
- 保健婦さん事件です（1997年　金曜エンタテイメント）
- サンタが殺しにやってきた2（関西テレビ、1997年12月）

テレビ朝日系列
- 名探偵保健室のオバさん 最終回拡大SP（1997年3月　月曜ドラマ・イン）
- 夢の標本（北海道テレビ、1998年1月　HTBスペシャルドラマ）
- 天才・神津恭介の殺人推理「時速240km東北新幹線遠隔殺人トリック!」（1997年6月　土曜ワイド劇場）
- 学校の挑戦（ABCテレビ、1998年9月）

#### VP
- 学校法人東放学園（1997年）
- 柏レイソル後援会（1997年）
- 黒澤記念館資料映像（1997年）

### 2000年代

#### 連続ドラマ
NHK
- ブルーもしくはブルー〜もう一人の私〜（総合テレビ、2003年7月 - 8月）
- 火消し屋小町（総合テレビ、2004年7月 - 8月）
- 愛と友情のブギウギ（総合テレビ、2005年3月 - 5月）
- チャレンジド（総合テレビ、2009年11月）

日本テレビ系列
- シンデレラは眠らない（読売テレビ、2000年1月期）
- 明日を抱きしめて（読売テレビ、2000年10月期）
- 御臨終（2001年6月　Shin-D）
- フレーフレー人生!（2001年7月期）
- 恋愛裁判（2001年11月　D-TODAY）
- おいしい女たち（2001年12月　Shin-D）
- メッセージ〜言葉が裏切っていく〜（読売テレビ、2003年1月期）
- 14ヶ月（読売テレビ、2003年7月期）
- 極限推理コロシアム（読売テレビ、2004年5月）
- 地獄少女（2006年11月 - 2007年1月　黄金の舌）
- 夢をかなえるゾウ（読売テレビ、2008年10月期　木曜ナイトドラマ）
- LOVE GAME（読売テレビ、2009年4月期　木曜ナイトドラマ）

TBS系列
- いばらの償い（MBS毎日放送、2000年1月 - 3月　ドラマ30）
- あっとほーむ（2000年3月 - 6月　愛の劇場）
- たのしい幼稚園（2001年4月 - 7月　愛の劇場）
- 昔の男（2001年4月期　金曜ドラマ）
- プリティガール（2002年1月期）
- しあわせのシッポ（2002年4月期　カネボウ木曜劇場）
- マイリトルシェフ（2002年7月期）
- ママの遺伝子（2002年10月期　金曜ドラマ）
- またのお越しを（2003年1月 - 2月　愛の劇場）
- 年下の男（2003年1月期　カネボウ木曜劇場）
- 一攫千金夢家族（2003年6月 - 7月　愛の劇場）
- 高原へいらっしゃい（2003年7月期）
- 元カレ（2003年7月期　日曜劇場）
- それは、突然、嵐のように…（2004年1月期）
- ドールハウス（2004年1月期）
- ほーむめーかー（2004年4月 - 6月　愛の劇場）
- バツ彼（2004年7月期）
- あいくるしい（2005年4月期　日曜劇場）
- ですよねぇ。（2006年1月期）
- 銭湯の娘!?（MBS毎日放送、2006年1月 - 3月　ドラマ30）
- 病院へ行こう!（2006年2月 - 3月　愛の劇場）
- 吾輩は主婦である（2006年5月 - 7月　愛の劇場）
- 結婚式へ行こう!（2006年12月 - 2007年3月　愛の劇場）
- 三代目のヨメ!（2008年1月 - 2月　愛の劇場）
- 温泉へGo!（2008年9月 - 11月　愛の劇場）
- 浅見光彦〜最終章〜（2009年10月期　水曜劇場）

フジテレビ系列
- ナースのお仕事3（2000年4月 - 9月）
- 合い言葉は勇気（2000年7月期　木曜劇場）
- アットホーム・ダッド（関西テレビ、2004年4月期）
- 人間の証明（2004年7月期　木曜劇場）
- 大奥〜第一章〜（2004年10月期　木曜劇場）
- 大奥〜華の乱〜（2004年10月期　木曜劇場）
- 小早川伸木の恋（2006年1月期　木曜劇場）
- 今週、妻が浮気します（2007年1月期）
- 山おんな壁おんな（2007年7月期　木曜劇場）

テレビ朝日系列
- 恋愛中毒（2000年1月期　木曜ドラマ）
- R-17（2001年4月期　木曜ドラマ）※
- 氷点2001（2001年7月期　木曜ドラマ）
- ダムド・ファイル（メ〜テレ、2003年10月期）
- アストロ球団（2005年8月 - 10月）
- PS -羅生門-（2006年6月期）
- ティッシュ。（2007年7月期　土曜ミッドナイトドラマ）

テレビ東京系列
- ハッピー2 愛と感動の物語（2000年7月期）
- 美味學院（2007年4月期）
- 正しい王子のつくり方（2008年1月期）

その他
- ラブ・コレ 東京Love Collection（GyaO、2006年）
- 性病先生（GyaO、2006年）
- イヌゴエ（2006年10月期）

#### スペシャルドラマ、単発
日本テレビ系列
- 黒衣の天使（2000年6月　火曜サスペンス劇場）
- 探偵学園Q（2006年7月）
- 私が私であるために（2006年10月　DRAMA COMPLEX）
- 名探偵コナン10周年ドラマスペシャル「工藤新一への挑戦状〜さよならまでの 序章（プロローグ〜」（読売テレビ、2006年10月）
- 名探偵コナンドラマスペシャル第2弾「工藤新一の復活! 黒の組織との対決」（読売テレビ、2007年12月）
- 東京大空襲（2008年3月）

TBS系列
- 千晶、もう一度笑って（2000年1月）
- 奇跡の大逆転!「ゴーストライター」（2000年4月）
- 垂里冴子のお見合い事件帖（2000年8月　月曜ドラマスペシャル）
- 17年目のパパへ（2001年1月）
- 浅見光彦シリーズ15「志摩半島殺人事件」（2001年3月　月曜ドラマスペシャル）
- 少年は鳥になった（2001年4月）
- 浅見光彦シリーズ16「坊っちゃん殺人事件」（2001年9月　月曜ミステリー劇場）
- 浅見光彦シリーズ17「鬼首殺人事件」（2002年9月　月曜ミステリー劇場）
- 新・女借金取りが行く（2003年11月　月曜ミステリー劇場）
- 浅見光彦シリーズ18「華の下にて」（2004年1月　月曜ミステリー劇場）
- 浅見光彦シリーズ19「長崎殺人事件」（2004年4月　月曜ミステリー劇場）
- 赤い奇跡（2006年4月）
- ご近所探偵・五月野さつき（2007年1月　月曜ゴールデン）
- 浅見光彦シリーズ24「漂泊の楽人」（2007年10月　月曜ゴールデン）
- ご近所探偵・五月野さつき2（2007年11月　月曜ゴールデン）
- 警視庁三係・吉敷竹史シリーズ3「北の夕鶴〜2/3の殺人」（2008年10月　月曜ゴールデン）
- 警視庁三係・吉敷竹史シリーズ4「幽体離脱殺人事件」（2008年10月　月曜ゴールデン）
- 恋うたドラマSP（2008年10月）
- ご近所探偵・五月野さつき3「殺意のキャンプ場」（2008年12月　月曜ゴールデン）
- ご近所探偵・五月野さつき4「旅立ちの代償」（2009年8月　月曜ゴールデン）
- 浅見光彦シリーズ27「斎王の葬列」（2009年9月　月曜ゴールデン）
- 浅見光彦シリーズ28「高千穂伝説殺人事件〜歌わない笛〜」（2009年10月）

フジテレビ系列
- マジシャン刑事（2000年4月　金曜エンタテイメント）
- ミステリー作家 小春センセイの事件簿（2000年9月　金曜エンタテイメント）
- 星に願いを〜七畳間で生まれた410万の星〜（2005年8月　金曜エンタテイメント）
- ハマの静香は事件がお好き4（2007年　金曜プレステージ）
- ひみつな奥さん2（2007年6月　金曜プレステージ）
- 島根の弁護士（2007年7月　土曜プレミアム）
- 出るトコ出ましょ!（2007年9月　土曜プレミアム）
- 今日は渋谷で6時（2008年1月　第19回フジテレビヤングシナリオ大賞）
- ひみつな奥さん3（2008年6月　金曜プレステージ）
- 松本清張没後20年特別企画 疑惑（2012年11月　金曜プレステージ）

テレビ朝日系列
- みそじ魂（2001年9月　テレビ朝日21世紀新人シナリオ大賞受賞ドラマ）
- 混浴露天風呂連続殺人21（ABCテレビ、2001年12月　土曜ワイド劇場）
- 負け組キックオフ（2002年9月）
- 火災調査官・紅蓮次郎（2003年1月　土曜ワイド劇場）
- 救急救命士・牧田さおり2「緊急出動! 救急車ジャック発生」（2003年5月　土曜ワイド劇場）
- 火災調査官・紅蓮次郎2（2003年6月　土曜ワイド劇場）
- タクシードライバーの推理日誌17（2003年7月　土曜ワイド劇場）
- 家政婦は見た!22（2004年1月　土曜ワイド劇場）
- 火災調査官・紅蓮次郎3（2004年2月　土曜ワイド劇場）
- 救急救命士・牧田さおり3「緊急出動! 徳島鳴門〜空中美女殺人」（2004年8月　土曜ワイド劇場）
- 玉蘭（2007年6月）
- 松本清張 点と線（2007年11月）

テレビ東京系列
- なんでも屋大蔵の事件簿2（2003年7月　女と愛とミステリー）
- 刑事吉永誠一 涙の事件簿「絵が殺した」（2004年5月　女と愛とミステリー）
- 刑事吉永誠一 涙の事件簿2「帰れない遺骨」（2004年12月　女と愛とミステリー）
- 自転車少年記（2006年12月）
- トラベルライター榊佑子の殺人紀行（2008年1月　水曜ミステリー9）

#### バラエティ
日本テレビ系列
- アフリカのツメ（読売テレビ、2004年4月 - 2005年3月）
- 踊る!さんま御殿!!（2008年 - ）

TBS系列
- アジアンキッチンバトル（TBS、2001年　深夜の星）
- タモリのグッジョブ!胸張ってこの仕事（MBS毎日放送、2002年10月 - 2003年3月）
- 天才!トコロ店（2004年9月 - 2005年3月）

フジテレビ系列
- 福山エンヂニヤリング（関西テレビ、2002年1月 - 9月）
- ayu ready?（2002年10月 - 2004年3月）
- 69★TRIBE（2005年4月 - 2005年3月）
- しのぶ・まさみshow'05 恋してラララ（フジテレビ、2005年12月28日）
- 北野フォーク人生王（フジテレビ、2005年12月29日）

テレビ朝日系列
- 所さんの弁解グランプリ（2002年12月）
- 世界ビックリ映像クイズ（2007年2月　ドスペ!）
- THE奇跡の目撃者!!カメラが見た決定的瞬間（2007年9月）

テレビ東京系列
- さまぁ〜ず&ユンソナの花嫁探しツアー in 韓国（2003年）

#### 映画
- ミスター・ルーキー（2002年）
- 恋文日和（2004年）
- バースデー・ウェディング（2005年）
- 星になった少年（2005年）
- 大奥（2006年）
- 人間椅子（2007年）
- グミ・チョコレート・パイン（2007年）
- ポストマン（2008年）
- 旅立ち〜足寄より〜（2008年）
- カンナさん大成功です!（2009年）
- BABY BABY BABY! -ベイビィ ベイビィ ベイビィ-（2009年）

#### PV
- 静和建物（2000年）

### 2010年代

#### 連続ドラマ
TBS系列
- あり得ない!（MBS毎日放送、2010年1月期）
- モリのアサガオ 新人刑務官と或る死刑囚「絆」の物語（テレビ東京、2010年10月期）
- 示談交渉人 ゴタ消し（読売テレビ、2011年1月期）

その他
- TAXMEN（TOKYO MX、2010年1月期）

#### スペシャルドラマ、単発
- ニセ医者と呼ばれて 〜沖縄・最後の医介輔〜（読売テレビ、2011年12月）

#### バラエティ
- 奇跡の地球物語〜近未来創造サイエンス（テレビ朝日）
- 奇跡のキズナ 〜未来を創る革命児たち〜（テレビ東京）
- 熱血!平成教育学院（フジテレビ）